# 矮生虎耳草
矮生虎耳草（学名：Saxifraga nana）为虎耳草科虎耳草属下的一个种。

## 扩展阅读
- 維基物種上的相關：矮生虎耳草